# Trudoliubivka, Bârzula
Trudoliubivka (în ucraineană Трудолюбівка) este un sat în comuna Valea Hoțului din raionul Bârzula, regiunea Odesa, Ucraina.

## Demografie
Componența lingvistică a localității Trudoliubivka
     Ucraineană (57,75%)
     Română (40,85%)
     Rusă (1,41%)
Conform recensământului din 2001, majoritatea populației localității Trudoliubivka era vorbitoare de ucraineană (57,75%), existând în minoritate și vorbitori de română (40,85%) și rusă (1,41%).